# 長崎市立土井首小学校
長崎市立土井首小学校（ながさきしりつ どいのくびしょうがっこう、Nagasaki City Doinokubi Elementary School）は、長崎県長崎市柳田町にある公立小学校。

## 概要
校章
山（八郎岳）と波の絵を組み合わせたものを背景にして、中央に校名の頭文字である「土」を置いている。
校歌
作詞は福田清人、作曲は沖不可止による。歌詞は2番まであり、歌詞に校名は登場しない。
校区
長崎市の後に以下の住所が続く地域。中学校区は長崎市立土井首中学校本校。
- 磯道町、古道町、鹿尾町、京太郎町、三和町、土井首町、毛井首町、平瀬町、鶴見台1・2丁目、米山町、草住町、柳田町、八郎岳町（一部）、江川町（一部）

## 沿革
- 1876年（明治9年）- 福島文蔵の家屋で読み書き・そろばんの教授を開始。
- 1878年（明治11年）- 池田武平の家屋に簡易小学校が設置される。
- 1889年（明治22年）- 町村制施行により、西彼杵郡土井首村立の小学校となる。
- 1894年（明治27年）- 辻に「土井首尋常小学校」が設置される。修業年限を4ヶ年とする。
- 実施年月日不明 - 高等科（修業年限2ヶ年）が併設され、「土井首尋常高等小学校」（尋常科4ヶ年・高等科2ヶ年）に改称。
- 1909年（明治42年）4月 - 小学校令の改正により、「土井首尋常小学校」（尋常科6ヶ年）に改称し、現在地に移転。
  - 義務教育期間が4年から6年に延長されたため、高等科1・2年を尋常科5・6年に振り替える（高等科を廃止）。
- 1911年（明治44年）4月1日 - 高等科を併設し、「土井首尋常高等小学校」（尋常科6ヶ年・高等科2ヶ年）に改称。
- 1931年（昭和6年）7月 - 暴風のため校舎1棟が倒壊。
- 1938年（昭和13年）4月1日 - 土井首村が長崎市に統合され、長崎市立の小学校となる。
- 1941年（昭和16年）4月1日 - 国民学校令の施行により、「土井首国民学校」に改称。初等科（6ヶ年）と高等科（2ヶ年）を設置。
- 1947年（昭和22年）4月1日- 学制改革（六・三制の実施）が行われる。
  - 旧・国民学校の初等科が改組され、「長崎市立土井首小学校」（現校名）となる。
  - 旧・国民学校の高等科が改組され、長崎市立土井首中学校（新制中学校）となり、校舎完成までの間、小学校に併設される。
- 1954年（昭和29年）1月 - 鉄筋コンクリート造新校舎1棟（第1期工事）が完成。
- 1965年（昭和40年）8月 - 運動場通路とスタンドが完成。
- 1968年（昭和43年）3月 - 体育館が完成。
- 1973年（昭和48年）8月 - プールが完成。
- 1976年（昭和51年）9月 - 創立100周年記念式典を挙行。
- 1980年（昭和55年）3月31日 - 通学区域の規則改正により、平山町・竿滴町・未石町が長崎市立南陽小学校の校区となる。
- 1982年（昭和57年）3月 - 校舎を増築し、南側4教室が完成。
- 1984年（昭和59年）3月 - 校舎を増築し、北側特別教室3教室が完成。
- 1986年（昭和61年）11月 - 給食室を改築。
- 1987年（昭和62年）10月 - 台風の被害により、体育館の屋根と床の補修を行う。
- 1988年（昭和63年）6月 - 中庭運動場を整備。
- 1991年（平成3年）9月 - 運動場を改修。台風19号により、体育館の屋根の2分の1が吹き飛ばされるなど、大きな被害を受ける。
- 1992年（平成4年）
  - 4月 - バリアフリーのためスロープを設置。
  - 11月 - 土の子広場にブランコ設置。シーソーを移設。
- 1994年（平成6年）10月 - 二宮金次郎石像が寄贈される。
- 1996年（平成8年）11月 - 創立120周年記念植樹を実施。
- 1997年（平成9年）から2002年（平成14年）までの間 - 校舎の大改装工事を実施。
- 2002年（平成14年）8月 - 下水道工事を完了。

## アクセス
最寄りのバス停
- 長崎バス「南柳田」バス停

最寄りの鉄道駅
- JR九州 長崎本線 「長崎駅」

最寄りの国道・交差点
- 国道499号線

## 周辺
- 長崎市立土井首中学校
- 長崎市立南陽小学校
- 長崎県立長崎鶴洋高等学校

## 著名な出身者
- 圍謙太朗（サッカー選手）
- 福田清人（児童文学作家） - 当校校歌の作詞者

## 関連事項
- 長崎県小学校一覧